# Federal Medical Center (Rochester)

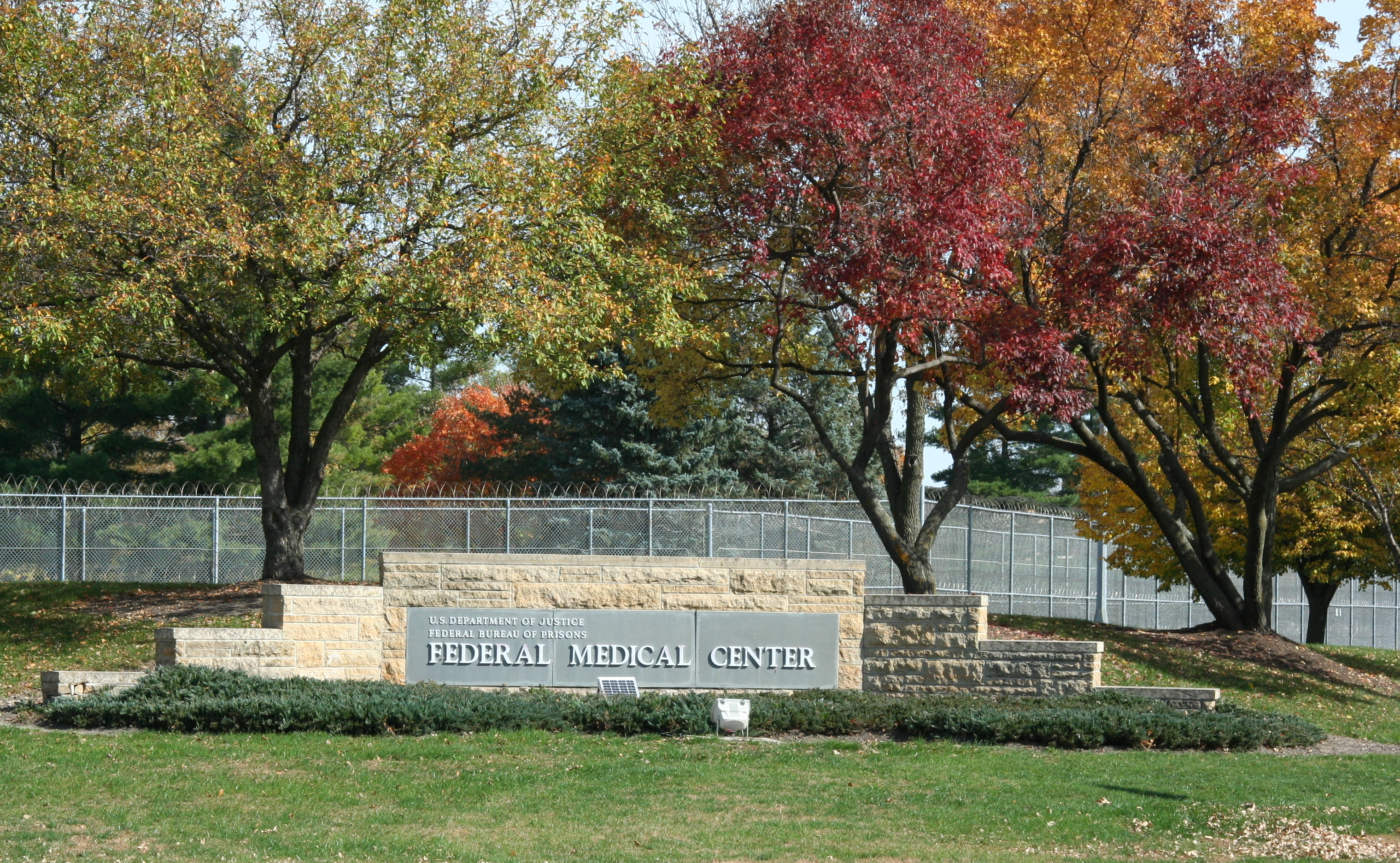
Federal Medical Center in Rochester

Das Federal Medical Center („FMC Rochester“) ist ein US-amerikanisches Bundesgefängnis in Rochester, Minnesota. Es untersteht dem Federal Bureau of Prisons der Vereinigten Staaten. Es ist auf die physiotherapeutische und psychische Betreuung der rund 900 Insassen spezialisiert.
Das Federal Medical Center entstand aus dem früheren Rochester State Hospital und liegt am Stadtrand von Rochester. 1983 übernahm der Federal Bureau of Prisons das Gelände vom Olmsted County. Die offizielle Eröffnung des Gefängnisses fand im Jahre 1985 statt. Den Gefangenen werden in speziellen Programmen verschiedene Möglichkeiten geboten, aktiv an ihrer Resozialisierung zu arbeiten.
Bekannte Insassen waren der Fernsehprediger Jim Bakker und der frühere Präsidentschaftskandidat Lyndon LaRouche, der 1989 wegen Kreditbetrugs und Verschwörung verurteilt worden war. Auch Umar Abd ar-Rahman, Führer der islamistischen Al-Dschamāʿa al-islāmiyya, war zeitweise in Rochester untergebracht. Er wurde jedoch in ein Gefängnis mit höheren Sicherheitsvorkehrungen verlegt.